# (29278) 1993 FN34
1993 أف أن 34 (ويعرف أيضًا باسم (29278) 1993 أف أن 34 وفق تسمية الكوكب الصغير) (بالإنجليزية: 1993 FN34)‏ هو كويكب ضمن حزام الكويكبات؛ وترتيبه 29278 من حيث الاكتشاف.
اكتُشف هذا الجُرم الفلكي بواسطة مسح أوبسالا-إسو للكويكبات والمذنبات ‏ في 17 مارس 1993.

## وصلات خارجية
- (29278) 1993 FN34 في قاعدة بيانات مختبر الدفع النفاث لأجرام النظام الشمسي الصغيرة

- الاكتشاف · مخطط المدار ·  العناصر المدارية · المعلمات المادية

- (29278) 1993 FN34 على موقع ويكي سكاي: DSS2, SDSS, GALEX, IRAS, Hydrogen α, X-Ray, Astrophoto, Sky Map, Articles and images